# Ángel Clemente Rojas
Ángel Clemente Rojas, né le 28 août 1944 à Sarandí (Argentine), est un footballeur international argentin.
Il est notamment reconnu pour ses performances sous le maillot de Boca Juniors, club avec lequel il réalise la plus grande partie de sa carrière.

## Carrière
Arrivé en 1959 à Boca Juniors, Rojas y commence sa carrière professionnelle en 1963, à 18 ans. Malheureusement il se blesse sérieusement au ligament croisé antérieur et ne retrouve les terrains qu'en août 1964. 
Ses bonnes performances aident cependant son club à remporter le titre de champion d'Argentine en 1964 et 1965, saison au cours de laquelle il inscrit 13 buts. 
Il connaît en 1965 une première sélection en équipe d'Argentine face au Chili, au cours de laquelle il marque un but. Pourtant il ne connaîtra une deuxième, et dernière, sélection qu'en 1968. Après un certain creux, Rojas retrouve son efficacité et son influence dans le jeu de son club, avec lequel il remporte le championnat et la Copa Argentina en 1969, puis un quatrième et dernier titre en 1970. En 1971, il quitte les Xeneizes sur un bilan de 224 matchs et 78 buts, toutes compétitions confondues.
Rojas part alors au Pérou, où il joue deux ans pour le Club Centro Deportivo Municipal. Il revient au pays en 1974, disputant 17 matchs (pour un seul but) sous les couleurs du Racing Club. Il réalise par la suite des piges à Nueva Chicago, au Club Atlético Lanús puis à Argentino de Quilmes, où il prend sa retraite sportive en 1978.